# Cajeputöl

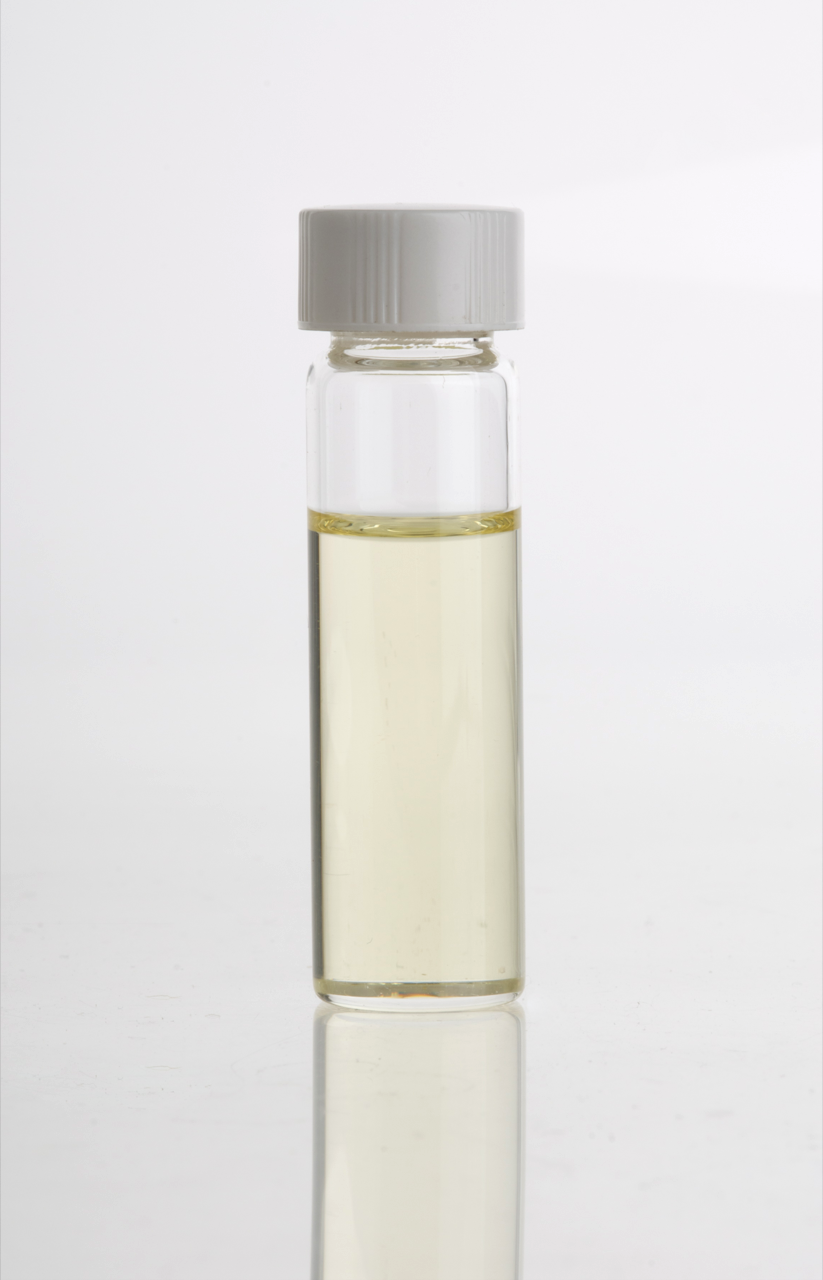
Cajeputöl

Cajeputöl ist ein ätherisches Öl, das durch Wasserdampfdestillation der Blätter und kleineren Zweige verschiedener Cajeputbäume wie Melaleuca leucadendra und Melaleuca cajuputi gewonnen wird. Cajeput ist ein Hauptbestandteil des Olbasöls und ist außerdem in Tiger Balm enthalten.
Der Name Cajeput ist eine Eindeutschung von Kayuputi, das seinen Ursprung in Sulawesi (Indonesien) hat und „weißes Holz“ bedeutet. Entsprechend ist der Name im Englischen cajuput oil.

## Eigenschaften
Das Öl hat einen an Eukalyptus erinnernden Duft, ist stark antiseptisch und enthält in hohem Maße Terpene. Die farblose, in Wasser unlösliche Flüssigkeit mit der Dichte 0,92 g·cm−3 besteht hauptsächlich (zu 40 bis 60 Prozent) aus Eucalyptol (1,8-Cineol); zusätzlich sind viele weitere Stoffe enthalten.